# Jiangchi
Jiangchi (kinesiska: 江池) är en köping i sydvästra Kina. Den ligger i Fengdu härad i storstadsområdet Chongqing,  omkring 150 kilometer öster om det centrala stadsdistriktet Yuzhong. Antalet invånare är 12 131. Befolkningen består av 5 587 kvinnor och 6 544 män. Barn under 15 år utgör 21,0 %, vuxna 15-64 år 63 %, och äldre över 65 år 15,0 %.